# Kemény Lili
Kemény Lili (Budapest, 1993 –) magyar költő, író, filmrendező, forgatókönyvíró.

## Család
Szülei Kemény István író és Szirmay Ágnes dramaturg, húga Kemény Zsófi költő, író.

## Tanulmányok
2011-ben érettségizett a Radnóti Miklós Gyakorlóiskolában.
2011–2014 (BA-képzés), illetve 2015–2017 (MA-képzés) között filmrendezést tanult a Színház- és Filmművészeti Egyetemen.

## Könyvei
- Madaram (versek, Magvető, 2011)[5]
- Nem (regény, su\curesale, 2024)[6]
- David Foster Wallace: Végtelen tréfa (fordítás, társfordító Sipos Balázs, Jelenkor, 2018)[7]

## Díjak
- Petri György-díj (2010)[8]
- Margó-díj (2024)[9]